# Jiří Šuchman
Jiří Šuchman (* 17. července 1964) je český ekonom a manažer, v letech 2021 až 2022 člen Rady Českého rozhlasu.

## Život
V letech 1983 až 1987 vystudoval ekonomiku zahraničního obchodu na Obchodní fakultě Vysoké školy ekonomické v Praze (získal titul Ing.).
Působil na manažerských pozicích, a to především v telekomunikačních firmách. Pracoval ve společnostech SPT Telecom, France Télécom, Aliatel a T-Mobile, kde byl v letech 1999 až 2008 zodpovědný za regulaci a veřejné vztahy. Od roku 2014 byl prezidentem Asociace provozovatelů mobilních sítí. Do roku 2021 byl předsedou Dozorčí komise Rady Českého rozhlasu. Tuto pozici musel vzhledem ke zvolení členem Rady ČRo opustit, jelikož se jednalo o vzájemně neslučitelné funkce.
Dne 8. července 2021 byl zvolen členem Rady Českého rozhlasu, nominovala jej Nadace Charty 77. Na členství rezignoval v říjnu 2022 kvůli neslučitelnosti funkcí poté, co se stal členem Rady Českého telekomunikačního úřadu.